# Giuseppe Felice Tosi
Giuseppe Felice Tosi (* 8. Februar 1628 in Bologna; † 1693 ebenda) war ein italienischer Organist, Kapellmeister und Komponist.

## Leben
Giuseppe Felice Tosi war von 1636 bis 1641 bezahlter Musiker, wahrscheinlich Sänger, an San Petronio. 1666 war er Gründungsmitglied der einflussreichen Accademia Filarmonica  und wurde 1679 zu deren Principe gewählt. Bis auf wenige Jahre (1680 bis 1683), die er als Kapellmeister in Ferrara tätig war, wirkte er in seiner Heimatstadt als Organist an verschiedenen Kirchen. Ab 1686 war er zeitweise Kapellmeister an San Giovanni in Monte. Vom 7. Juli 1692 bis Dezember 1693 war er Zweiter Organist an  San Petronio.
Sein Sohn Pier Francesco Tosi war ein bekannter Kastrat und Komponist und als Gesangslehrer in vielen Städten Europas aktiv.

## Werke (Auswahl)
Giuseppe Felice Tosi schuf neben anderen Werken etliche Solokantaten und Opern, die ihn als versierten und einfallsreichen Komponisten zeigen.
- Il Celindo, Oper
- Dixit Dominus, am 4. Juli 1675 aufgeführt zu den jährlichen Feierlichkeiten der Accademia Filarmonica in San Giovanni in Monte[1]